# Calceolaria dentata
Calceolaria dentata är en toffelblomsväxtart. Calceolaria dentata ingår i släktet toffelblommor, och familjen toffelblomsväxter.

## Underarter
Arten delas in i följande underarter:
- C. d. araucana
- C. d. cummingiana
- C. d. dentata